# 카지노 딜러
카지노 딜러(Casino dealer, croupier)는 카지노에서 종사하는 직업의 한 종류로, 도박을 진행하며 테이블을 닫고 여는 역할을 한다. 원래 "croupier"는 도박 진행 중에 도박꾼을 지원하기 위해 여분의 현금을 가지고 도박꾼의 뒤에 서 있는 사람을 의미했다. 이 단어는 말의 엉덩이라는 뜻을 가진 단어인 'croupe'에서 유래한 것으로, 말을 타고 뒤에 타는 사람을 비유적으로 이르는 말이었다. 이후에는 게임 테이블에서 돈을 모으기 위해 고용된 사람을 가리키게 되었다.  